# Tema de Macedonia
El tema de Macedonia (en griego: θέμα Μακεδονίας), fue un antiguo tema (división administrativa) del Imperio bizantino, organizado por la Emperatriz Irene hacia el año 800, fuera del thema de Estrimón. No tenía relación con la región histórica y geográfica de Macedonia, sino que estaba centrado en la región de Tracia, incluida la zona de Adrianópolis y el valle del Evros hacia el este por el mar de Mármara. No incluía ninguna parte de la antigua Macedonia, que pertenecía al thema de Tesalónica.
La administración del thema fue variando a lo largo de los siglos. Durante los siglos XI y XII, el término «Macedonia» se consideraba sinónimo de Tracia, lo que explica el por qué la dinastía macedónica (867-1057) se conoce como tal a pesar de originarse en Tracia. Durante este periodo, el thema contenía las ciudades de Filipópolis, Heraclea, Rodosto, entre otras. Tras la cuarta cruzada y el saqueo de Constantinopla en 1204, el tema cayó bajo control de Bonifacio de Montferrato. El dominio latino fue breve, pues Macedonia fue tomada en 1222 por Teodoro Comneno Ducas, quien a su vez fue derrotado por Juan III Vatatzés dos décadas después. Macedonia se mantuvo bajo control imperial hasta 1346, cuando Esteban Dušan estableció el Imperio serbio. Sin embargo, los serbios fueron rápidamente derrotados por el creciente Imperio otomano, que anexaron toda Macedonia tras la batalla de Kosovo de 1389.